# Copa América 1988 (regata)

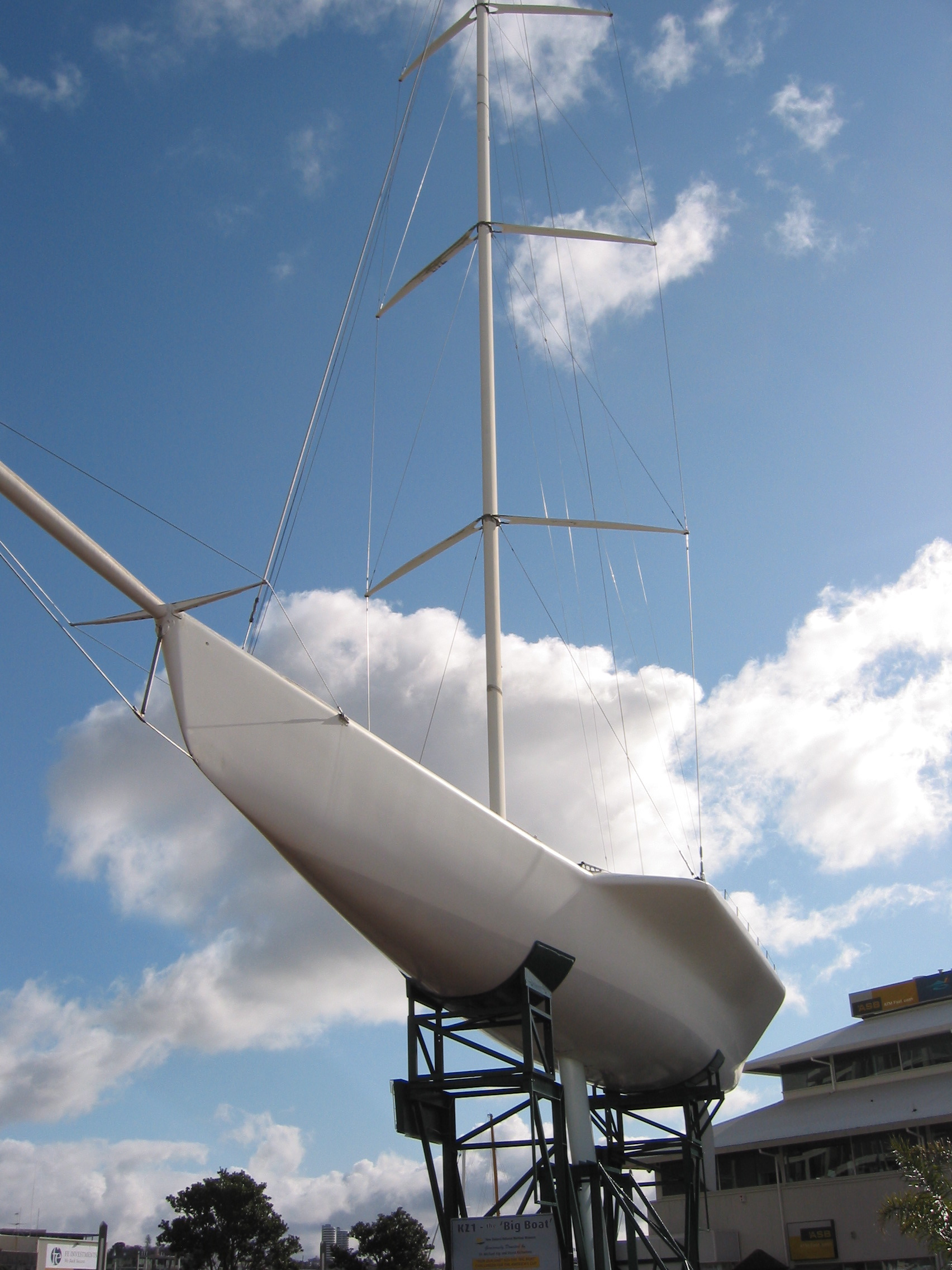
El New Zealand KZ1 expuesto en la actualidad en Auckland

La Copa América 1988 fue la edición número 27 de la Copa América de Vela, y se disputó en San Diego (Estados Unidos). El vencedor de la misma fue el yate Stars & Stripes, patroneado por Dennis Conner y representando al Club de Yates de San Diego, que derrotó al yate New Zealand KZ1, del Club Náutico Mercury Bay por 2 a 0.
Esta edición de la Copa América fue muy atípica, al igual que sucedería años más tarde, con la 33.ª edición, ya que se llevó a cabo tras varios litigios judiciales entre el club defensor, el Club de Yates de San Diego, y los neozelandeses del Club Náutico Mercury Bay.
Tras vencer el Club de Yates de San Diego la anterior Copa, el 4 de febrero de 1987, pasaron unos meses sin que nadie presentase formalmente un nuevo desafío, circunstancia que aprovechó el equipo del banquero neozelandés Michael Fay para presentar por sorpresa el suyo, en nombre del Club Náutico Mercury Bay, con yates de 90 pies en vez de los que entonces se usaban, de la clase 12 metros. El Club de Yates de San Diego rechazó el desafío, por lo que el Club Náutico Mercury Bay llevó el caso a los tribunales y la Corte Suprema del Estado de Nueva York falló a su favor el 25 de noviembre de 1987. 
El Club de Yates de San Diego construyó rápidamente dos catamaranes para vencer al monocasco que tenía el Club Náutico Mercury Bay. El primero de los catamaranes navegaba mejor con vientos flojos, mientras que el segundo catamarán construido lo hacía con vientos más fuertes. El Club de Yates de San Diego decidió utilizar el segundo en la competición, y vendió el primero a Steve Fossett.
El catamarán del Club de Yates de San Diego fue bautizado como el 12 metros vencedor de la edición anterior, Stars & Stripes. Diseñado por John K. Marshall, construido por RD Boatworks, y patroneado por Dennis Conner, se enfrentó al monocasco del Club Náutico Mercury Bay, bautizado como New Zealand KZ1, diseñado por Bruce Farr, construido por Mt Wellington y patroneado por David Barnes, que actualmente se exhibe junto al Voyager New Zealand Maritime Museum de Auckland. Ambos yates han pasado a la historia de la vela de competición por su diseño y su belleza.    

## Copa América
La competición, programada al mejor de 3 pruebas, se decidió por un contundente 2 a 0 del club defensor.
| Fecha                   | Vencedor        | Perdedor        | Marcador | Delta |
| ----------------------- | --------------- | --------------- | -------- | ----- |
| 7 de septiembre de 1988 | Stars & Stripes | New Zealand KZ1 | 1-0      | 18:15 |
| 9 de septiembre de 1988 | Stars & Stripes | New Zealand KZ1 | 2-0      | 21:10 |